# Petra Morsbach
Petra Morsbach (Zurigo, 1º giugno 1956) è una scrittrice tedesca.

## Biografia
Nata nel 1956 a Zurigo, vive e lavora vicino a Monaco di Baviera.
Ha compiuto gli studi di regia teatrale, filologia slava e psicologia a Monaco e Leningrado, laureandosi nel 1983 e in seguito ha lavorato a teatro come regista e drammaturga.
Ha esordito nel 1995 con La storia di Ljusja, pubblicato dopo un primo rifiuto e successivamente accolto con successo e in seguito ha dato alle stampe altri 6 romanzi e un'opera di saggistica.
Tra i  numerosi riconoscimenti ottenuti, si segnala il Premio letterario Konrad-Adenauer-Stiftung nel 2007 e il Premio Roswitha 10 anni dopo.

## Opere principali

### Romanzi
- La storia di Ljusja (Plötzlich ist es Abend, 1995), Milano, Mondadori, 1998 traduzione di Paola Galimberti ISBN 88-04-44440-1.
- Opernroman (1998)
- Geschichte mit Pferden (2001)
- Gottesdiener (2004)
- Der Cembalospieler (2008)
- Dichterliebe (2013)
- Justizpalast (2017)

### Saggi
- Warum Fräulein Laura freundlich war (2006)

## Premi e riconoscimenti
- Premio letterario Konrad-Adenauer-Stiftung: 2007
- Premio Roswitha: 2017